# Mīr Feyẕollāh
Mīr Feyẕollāh (persiska: Mīr Faẕlollāh, میر فیض ﷲ) är en ort i Iran.   Den ligger i provinsen Nordkhorasan, i den nordöstra delen av landet, 600 km öster om huvudstaden Teheran. Mīr Feyẕollāh ligger 1 210 meter över havet och antalet invånare är 109.
Terrängen runt Mīr Feyẕollāh är platt åt sydväst, men åt nordost är den kuperad. Runt Mīr Feyẕollāh är det ganska glesbefolkat, med 38 invånare per kvadratkilometer. Närmaste större samhälle är Fārūj, 8,9 km väster om Mīr Feyẕollāh. Trakten runt Mīr Feyẕollāh består till största delen av jordbruksmark.